# Sarothrias indicus
Sarothrias indicus är en skalbaggsart som beskrevs av Dajoz 1978. Sarothrias indicus ingår i släktet Sarothrias och familjen Jacobsoniidae. Inga underarter finns listade i Catalogue of Life.